# Saint-Nicolas-du-Tertre
Saint-Nicolas-du-Tertre (bret. Sant-Nikolaz-ar-Roz) – miejscowość i gmina we Francji, w regionie Bretania, w departamencie Morbihan.
Według danych na rok 1990 gminę zamieszkiwały 454 osoby, a gęstość zaludnienia wynosiła 35 osób/km² (wśród 1269 gmin Bretanii Saint-Nicolas-du-Tertre plasuje się na 855. miejscu pod względem liczby ludności, natomiast pod względem powierzchni na miejscu 730.).